# Lockdown no Brasil em 2020
Lockdown no Brasil em 2020 diz respeito a Intervenções não farmacológicas implantadas por alguns governadores e prefeitos brasileiros a partir de abril de 2020. Contrários às políticas adotadas pelo governo Jair Bolsonaro, os mandatários adotaram as orientações da Organização Mundial da Saúde (OMS) para combater a pandemia de COVID-19 no país, causada pelo coronavírus da síndrome respiratória aguda grave 2 (SARS-CoV-2).

## Unidades federativas
| Estado             | Isolamento total             | Isolamento parcial       | Data de início | Data de término |
| ------------------ | ---------------------------- | ------------------------ | -------------- | --------------- |
| Amapá              | Amapá                        |                          | 19 de maio     | 2 de junho      |
| Amapá              | Calçoene                     |                          | 19 de maio     | 2 de junho      |
| Amapá              | Cutias                       |                          | 19 de maio     | 2 de junho      |
| Amapá              | Ferreira Gomes               |                          | 19 de maio     | 2 de junho      |
| Amapá              | Itaubal                      |                          | 19 de maio     | 2 de junho      |
| Amapá              | Laranjal do Jari             |                          | 19 de maio     | 2 de junho      |
| Amapá              | Macapá                       |                          | 19 de maio     | 2 de junho      |
| Amapá              | Mazagão                      |                          | 19 de maio     | 2 de junho      |
| Amapá              | Oiapoque                     |                          | 19 de maio     | 2 de junho      |
| Amapá              | Pedra Branca do Amapari      |                          | 19 de maio     | 2 de junho      |
| Amapá              | Porto Grande                 |                          | 19 de maio     | 2 de junho      |
| Amapá              | Pracuúba                     |                          | 19 de maio     | 2 de junho      |
| Amapá              | Santana                      |                          | 19 de maio     | 2 de junho      |
| Amapá              | Serra do Navio               |                          | 19 de maio     | 2 de junho      |
| Amapá              | Tartarugalzinho              |                          | 19 de maio     | 2 de junho      |
| Amapá              | Vitória do Jari              |                          | 19 de maio     | 2 de junho      |
| Amazonas           |                              | Tefé                     | 5 de maio      | 15 de maio      |
| Amazonas           |                              | São Gabriel da Cachoeira | 9 de maio      | 19 de maio      |
| Amazonas           | Barreirinha                  |                          | 11 de maio     | 25 de maio      |
| Amazonas           |                              | Silves                   | 11 de maio     | 21 de maio      |
| Ceará              | Fortaleza                    |                          | 8 de maio      | 31 de maio      |
| Maranhão           | São Luís                     |                          | 5 de maio      | 17 de maio      |
| Maranhão           | São José de Ribamar          |                          | 5 de maio      | 17 de maio      |
| Maranhão           | Paço do Lumiar               |                          | 5 de maio      | 17 de maio      |
| Maranhão           | Raposa                       |                          | 5 de maio      | 17 de maio      |
| Mato Grosso do Sul | Guia Lopes da Laguna         |                          | 7 de maio      | 18 de maio      |
| Minas Gerais       |                              | Barbacena                | 9 de maio      | 31 de maio      |
| Minas Gerais       |                              | Jaboticatubas            | 23 de maio     | 31 de maio      |
| Pará               | Ananindeua                   |                          | 7 de maio      | 24 de maio      |
| Pará               | Belém                        |                          | 7 de maio      | 24 de maio      |
| Pará               | Benevides                    |                          | 7 de maio      | 24 de maio      |
| Pará               | Breves                       |                          | 7 de maio      | 24 de maio      |
| Pará               | Castanhal                    |                          | 7 de maio      | 24 de maio      |
| Pará               | Marituba                     |                          | 7 de maio      | 24 de maio      |
| Pará               | Santo Antônio do Tauá        |                          | 7 de maio      | 24 de maio      |
| Pará               | Santa Bárbara do Pará        |                          | 7 de maio      | 24 de maio      |
| Pará               | Santa Izabel do Pará         |                          | 7 de maio      | 24 de maio      |
| Pará               | Vigia                        |                          | 7 de maio      | 24 de maio      |
| Pará               | Cametá                       | 8 de maio                | 24 de maio     |                 |
| Pará               | Primavera                    | 8 de maio                | 24 de maio     |                 |
| Pará               | Bragança                     | 12 de maio               | 31 de maio     |                 |
| Pará               | Porto de Moz                 | 14 de maio               | 24 de maio     |                 |
| Pará               | Senador José Porfírio        | 14 de maio               | 24 de maio     |                 |
| Pará               | Vitória do Xingu             | 14 de maio               | 24 de maio     |                 |
| Pará               | Abaetetuba                   | 19 de maio               | 24 de maio     |                 |
| Pará               | Canaã dos Carajás            | 19 de maio               | 24 de maio     |                 |
| Pará               | Capanema                     | 19 de maio               | 24 de maio     |                 |
| Pará               | Parauapebas                  | 19 de maio               | 24 de maio     |                 |
| Pará               | Santarém                     | 19 de maio               | 24 de maio     |                 |
| Paraíba            | Alhandra                     |                          | 4 de junho     | 14 de junho     |
| Paraíba            | Bayeux                       |                          | 4 de junho     | 14 de junho     |
| Paraíba            | Caaporã                      |                          | 4 de junho     | 14 de junho     |
| Paraíba            | Cabedelo                     |                          | 4 de junho     | 14 de junho     |
| Paraíba            | Conde                        |                          | 4 de junho     | 14 de junho     |
| Paraíba            | Cruz do Espírito Santo       |                          | 4 de junho     | 14 de junho     |
| Paraíba            | João Pessoa                  |                          | 4 de junho     | 14 de junho     |
| Paraíba            | Lucena                       |                          | 4 de junho     | 14 de junho     |
| Paraíba            | Pedras de Fogo               |                          | 4 de junho     | 14 de junho     |
| Paraíba            | Pitimbu                      |                          | 4 de junho     | 14 de junho     |
| Paraíba            | Rio Tinto                    |                          | 4 de junho     | 14 de junho     |
| Paraíba            | Santa Rita                   |                          | 4 de junho     | 14 de junho     |
| Paraná             |                              | Campina Grande do Sul    | 13 de maio     | 29 de maio      |
| Pernambuco         | Fernando de Noronha          |                          | 20 de abril    | 11 de maio      |
| Pernambuco         | Camaragibe                   |                          | 12 de maio     | 31 de maio      |
| Pernambuco         | Jaboatão dos Guararapes      |                          | 12 de maio     | 31 de maio      |
| Pernambuco         | Olinda                       |                          | 12 de maio     | 31 de maio      |
| Pernambuco         | Recife                       |                          | 12 de maio     | 31 de maio      |
| Pernambuco         | São Lourenço da Mata         |                          | 12 de maio     | 31 de maio      |
| Pernambuco         | Bezerros                     |                          | 26 de junho    | 5 de julho      |
| Pernambuco         | Caruaru                      |                          | 26 de junho    | 5 de julho      |
| Rio de Janeiro     |                              | Rio de Janeiro           | 8 de maio      | 15 de maio      |
| Rio de Janeiro     | Niterói                      |                          | 11 de maio     | 20 de maio      |
| Rio de Janeiro     | São Gonçalo                  |                          | 11 de maio     | 20 de maio      |
| Rio de Janeiro     | Campos dos Goytacazes        |                          | 18 de maio     | 24 de maio      |
| Tocantins          | Ananás                       |                          | 16 de maio     | 23 de maio      |
| Tocantins          | Angico                       |                          | 16 de maio     | 23 de maio      |
| Tocantins          | Aragominas                   |                          | 16 de maio     | 23 de maio      |
| Tocantins          | Araguaína                    |                          | 16 de maio     | 23 de maio      |
| Tocantins          | Araguatins                   |                          | 16 de maio     | 23 de maio      |
| Tocantins          | Augustinópolis               |                          | 16 de maio     | 23 de maio      |
| Tocantins          | Axixá do Tocantins           |                          | 16 de maio     | 23 de maio      |
| Tocantins          | Buriti do Tocantins          |                          | 16 de maio     | 23 de maio      |
| Tocantins          | Cachoeirinha                 |                          | 16 de maio     | 23 de maio      |
| Tocantins          | Cariri do Tocantins          |                          | 16 de maio     | 23 de maio      |
| Tocantins          | Carrasco Bonito              |                          | 16 de maio     | 23 de maio      |
| Tocantins          | Colinas do Tocantins         |                          | 16 de maio     | 23 de maio      |
| Tocantins          | Darcinópolis                 |                          | 16 de maio     | 23 de maio      |
| Tocantins          | Esperantina                  |                          | 16 de maio     | 23 de maio      |
| Tocantins          | Guaraí                       |                          | 16 de maio     | 23 de maio      |
| Tocantins          | Itaguatins                   |                          | 16 de maio     | 23 de maio      |
| Tocantins          | Luzinópolis                  |                          | 16 de maio     | 23 de maio      |
| Tocantins          | Maurilândia do Tocantins     |                          | 16 de maio     | 23 de maio      |
| Tocantins          | Nazaré                       |                          | 16 de maio     | 23 de maio      |
| Tocantins          | Nova Olinda                  |                          | 16 de maio     | 23 de maio      |
| Tocantins          | Palmeiras do Tocantins       |                          | 16 de maio     | 23 de maio      |
| Tocantins          | Praia Norte                  |                          | 16 de maio     | 23 de maio      |
| Tocantins          | Riachinho                    |                          | 16 de maio     | 23 de maio      |
| Tocantins          | Sampaio                      |                          | 16 de maio     | 23 de maio      |
| Tocantins          | Santa Terezinha do Tocantins |                          | 16 de maio     | 23 de maio      |
| Tocantins          | São Bento do Tocantins       |                          | 16 de maio     | 23 de maio      |
| Tocantins          | São Miguel do Tocantins      |                          | 16 de maio     | 23 de maio      |
| Tocantins          | São Sebastião do Tocantins   |                          | 16 de maio     | 23 de maio      |
| Tocantins          | Sítio Novo do Tocantins      |                          | 16 de maio     | 23 de maio      |
| Tocantins          | Tocantinópolis               |                          | 16 de maio     | 23 de maio      |
| Tocantins          | Wanderlândia                 |                          | 16 de maio     | 23 de maio      |
| Tocantins          | Xambioá                      |                          | 16 de maio     | 23 de maio      |

### Pernambuco

#### Fernando de Noronha
A ilha de Fernando de Noronha, que pertence atualmente ao estado de Pernambuco, foi o primeiro lugar do Brasil a decretar o fechamento total (lockdown). o Ministério Público de Pernambuco (MPPE) determinou que a Administração de Fernando de Noronha, junto com as polícias Civil e Militar, retirasse urgentemente turistas e moradores irregulares da ilha para conter a contaminação. A medida foi tomada no dia 20 de abril, em conjunto com várias outras, como o fechamento do aeroporto, gerando resultados positivos na contenção da pandemia na ilha. Pousadas e hotéis se esvaziaram, restaurantes e lanchonetes fecharam temporariamente as portas. Fernando de Noronha chegou a apresentar 28 casos confirmados, tendo quase todos já se recuperados. Como precaução foi montado um hospital de campanha no arquipélago, que ficou pronto em 27 dias, sendo que a estrutura, até então, não chegou a ser utilizada. A experiência de Fernando de Noronha está sendo vista como um modelo para o Brasil.

#### Outras localidades
Após um crescimento no número de casos de coronavírus, em sua maioria no Recife e nas cidades de Olinda, Jaboatão dos Guararapes, Camaragibe e São Lourenço da Mata, o Governador Paulo Câmara (PSB), anunciou a situação de bloqueio total nas cinco cidades, funcionando como medida educativa de 12 a 15 de maio de 2020, tendo a aplicação de sanções a partir do dia 16 com previsão de término para o dia 31 de maio. Com o decreto, só permanecerão em funcionamento apenas os comércios essenciais, com a realização de rodízios de carros, fiscalização de veículos por números pares e ímpares, exceto para veículos de saúde e segurança pública. Na circulação de pessoas, será obrigatório a apresentação de comprovação com um documento com foto e a justificativa. Recife é a quarta capital do Brasil a entrar no Lockdown total.
Em 23 de junho, o Governo de Pernambuco decretou lockdown em Caruaru e Bezerros, depois das cidades registrarem um acréscimo de 71% da Síndrome Respiratória Aguda Grave na última semana na região do Agreste.

### Maranhão
No dia primeiro de maio de 2020, a Secretaria de Estado da Saúde (SES) informou que subiu para 224 o número de mortos pela COVID-19 em 94 municípios do Maranhão. O estado até a data do dia 1 de maio de 2020 tinha 89,93% dos leitos ocupados. Em 2 de maio, o governador do Maranhão, Flávio Dino (PCdoB), emitiu decreto de lockdown (bloqueios de emergência) em quatro cidades por conta da pandemia da COVID-19. Os municípios são São Luís, Paço do Lumiar, Raposa e São José de Ribamar. O decreto de nº 35 784 tem validade de dez dias. O estado se tornou o primeiro do Brasil a adotar o isolamento total. O decreto foi determinado pela justiça do Maranhão no dia 30 de abril, a pedido do Ministério Público do estado. No dia 14 de maio de 2020, o juíz Douglas de Melo Martins, da Vara de Interesses Difusos e Coletivos, anuncia a porrogação do estado de Lockdown em São Luís e nas três cidades da região metropolitana por pelo menos mais três dias, encerrando no dia 17. Também foi antecipado o feriado de Adesão do Maranhão para o dia 15 de maio. Após o fim do lockdown, o Governador Flávio Dino anunciou um decreto mais rígido, a ser publicado no dia 20, mantendo o isolamento e o uso de máscaras obrigatório no estado.

### Pará
Assim como no Maranhão, o estado do Pará se tornou a segunda unidade federativa do Brasil a adotar o lockdown, mantendo apenas serviços essenciais de alimentação (supermercados, padarias, fornecimento de água mineral, mercados e feiras), medicamentos (farmácias e laboratórios) e financeiros (bancos e casas lotéricas) em funcionamento, mas com medidas restritivas como: distanciamento de 1 metro, uso obrigatório de máscaras e somente a presença de um membro por família. A medida também bloqueou o acesso a pelo menos dez cidades, como a Região Metropolitana de Belém (Ananindeua, Marituba, Benevides, Santa Bárbara do Pará, Santa Isabel do Pará e Castanhal), além da própria capital, Breves, Santo Antônio do Tauá e Vigia, sendo permitido apenas o transporte de itens essenciais. A medida funcionará em caráter educativo até o dia 10 de maio de 2020 e em seguida, dará início a aplicação de multas, sendo contado a partir do dia 7, tendo prazo inicial de 10 dias. A medida foi anunciada pelo governador Helder Barbalho (MDB) através de uma live nas redes sociais e transmitida na RecordTV Belém e RBA TV. Desde o dia 1° de maio, era discutida essa possibilidade por conta dos baixos índices no isolamento e com o constante crescimento de casos de COVID-19 e o risco de colapso no sistema de saúde. Em 8 de maio de 2020, a cidade de Primavera foi a décima primeira do estado a aderir ao isolamento total atendendo a um pedido do Ministério Público (MP-PA). No mesmo dia, Cametá também aderiu ao lockdown. Em 12 de maio de 2020, foi a vez da cidade de Bragança adotar o isolamento total, após decreto do prefeito Raimundo Nonato (PSDB), com toque de recolher de 24 horas, proibindo a circulação de pessoas, salvo em casos de extrema necessidade, além de manter o funcionamento de estabelecimentos essenciais. Com isso, sobe para doze o número de municípios do Pará em Lockdown. Em 14 de maio de 2020, as cidades da regiões do Baixo Baixo Xingu como: Porto de Moz, Senador José Porfírio e Vitória do Xingu também decretaram lockdown com término para o dia 24 de maio. No dia 15 de maio de 2020, o Lockdown em dez cidades é prorrogado por mais uma semana, agora terminando dia 24, devido ao fato dos índices de isolamento se manterem nos 50%. Em 16 de maio de 2020, após uma reunião do comitê da crise em Santarém, é anunciado a inclusão da cidade e dos municípios de Canaã dos Carajás, Parauapebas, Marabá, Abaetetuba e Capanema no lockdown, agora subindo para vinte e dois municípios com o isolamento total no estado. O período inicial é de 19 a 24 de maio. Em 18 de maio de 2020, Marabá é retirada da lista de lockdown após uma manifestação contrária da prefeitura. Com isso, 21 cidades do estado continuam em situação de isolamento geral. Em 23 de maio, é anunciado que não haverá a porrogação do lockdown em Belém e nas nove cidades e o retorno gradual do comércio a partir do dia 25. No entanto, as medidas de isolamento continuação rígidas. No mesmo dia, o comitê da crise de Santarém também anunciou que não pretende estender o confinamento geral, com fim para o dia 24, mas que vai realizar medidas rígidas para o isolamento social.

### Ceará
O governador Camilo Santana (PT), anunciou a implementação da medida a partir do dia 8 de maio de 2020, através da capital Fortaleza, considerando uma espécie de "isolamento mais rígido", além de estender a quarentena por mais 20 dias. Mesmo com um aumento de 63% dos leitos, há uma ameaça de colapso.

### Rio de Janeiro
No Rio de Janeiro, o lockdown foi adotado no município de Niterói, por um decreto do prefeito Rodrigo Neves (PDT), com previsão de início após o Dia das Mães (10 de maio). A medida prevê a redução do número de servidores públicos em secretarias e manter apenas o funcionamento de serviços essenciais como supermercados, padarias, posto de gasolina, laboratórios, farmácias, pet shops, fornecimento de água mineral e outros. A entrada na cidade também será fechada, sendo permitida apenas a passagem de transporte de abastecimento de cargas essenciais. A cidade fluminense tem 93% dos leitos ocupados. O governador Wilson Witzel (PSC) estuda adotar a medida nas cidades do Rio de Janeiro que estão em estado crítico, além de atender a um pedido do Ministério Público, após um estudo da Fiocruz. Já na cidade do Rio de Janeiro, foi feito um "lockdown parcial" na zona oeste por decreto do prefeito Marcelo Crivella (Republicanos). Após Niterói, foi a vez de São Gonçalo também decretar o bloqueio de emergência com um prazo inicial de cinco dias. A cidade de Campos dos Goytacazes também decretou estado de bloqueio emergencial, através da medida do prefeito Rafael Diniz (Cidadania). O município é o terceiro do estado fluminense a aderir ao lockdown total, mantendo apenas meios essenciais em funcionamento e sendo permitido o deslocamento apenas para uma extrema necessidade. A partir das 22h, só será permitida apenas a passagem de profissionais de saúde e da segurança do trabalho, salvo os casos urgentes de cidadão comum. O bloqueio terá início no dia 18 de maio, com término previsto para o dia 24. Em 15 de maio de 2020, as cidades de São Gonçalo e Niterói estendem o período de Lockdown, agora com previsão de término para o dia 20.

### Amazonas
A cidade de Tefé decretou o bloqueio de emergência a partir do dia 5 de maio de 2020, com previsão de termino para o dia 15 de maio. O bloqueio no entanto, só funcionará no horário das 15h às 6h, sendo mantido o funcionamento de serviços essenciais. Outras três cidades como Barreirinha, Silves e São Gabriel da Cachoeira também entraram no Lockdown, sendo que apenas a primeira está em estado de bloqueio total por 24 horas num prazo de 15 dias, com aplicação de multas de R$1.000 para pessoas físicas e jurídicas até R$100.000,00, além de apreensão para quem sair sem apresentar uma comprovação de necessidade. Também foram fechadas agências bancárias para evitar aglomerações, além de criação de barreiras terrestres e marinhas, proibindo a passagem de veículos e embarcações particulares, salvo em casos de abastecimento. Estabelecimentos como: Padarias, farmácias, lanchonetes e restaurantes só atenderão apenas em serviços de entrega a domicílio (delivery) até às 22h. Já serviços médicos e veterinários só poderão atender em serviços de urgência e emergência.

### Minas Gerais
A cidade de Barbacena foi a primeira da região a aderir ao bloqueio geral. Foram instaladas zonas de bloqueio em bairros centrais, além da inauguração de um posto estratégico da Vigilância Sanitária, para trazer informações a população. Em 23 de maio de 2020, a cidade de Jaboticatubas também anunciou Lockdown, mas o mesmo só valerá apenas nos finais de semana.

### Mato Grosso do Sul
Apesar do estado do Mato Grosso do Sul ter os menores índices de casos confirmados da COVID-19, a cidade de Guia Lopes da Laguna anunciou o isolamento total, iniciando no dia 7 de maio de 2020 após a confirmação de cinco casos de coronavírus através de um frigorífico da cidade, dispensando seus 300 funcionários. As saídas serão permitidas conforme as datas de nascimento, sendo proibidas nos domingos. Festas e reuniões estão proibidas, assim como o transporte de táxis, ônibus e vans. No comércio, estão permitidas apenas as vendas de medicamentos e alimentos. Já em restaurantes, bares e lanchonetes, só poderão funcionar em serviço de delivery.  Só podem chegar a cidade ou circular pelas BRs 060 e 267, no perímetro do município, ambulâncias, caminhões, veículos com profissionais de saúde em deslocamento, pessoas em tratamento de saúde e veículos relacionados a serviços essenciais. Em 14 de maio, foi anunciado o prolongamento do lockdown, com o término para o dia 18, do mesmo mês.

### Amapá
No dia 15 de maio de 2020, o governador Waldez Góes (PDT), anunciou a decretação de lockdown em todos os 16 municípios como medida de combate ao avanço exponencial dos casos do novo coronavírus. O decreto ainda estipula multa de cinco mil reais para quem descumprir o isolamento sem a comprovação da necessidade de circulação. Em Macapá, cidade com maior o número de casos, foi determinado rodízios de circulação de veículos, medida decretada pela prefeitura. Os bairros da capital e demais municípios com os maiores índices de proliferação do novo coronavírus terão controle de circulação por meio de barreiras sanitárias. Com isso, Macapá se torna a quinta capital brasileira a aderir ao isolamento, além de São Luís, Belém, Fortaleza e Recife.

### Tocantins
No estado do Tocantins, o governador Mauro Carlesse (DEM) anunciou situação de bloqueio emergencial na região do "Bico do Papagaio", contemplando 33 cidades, sendo esse o maior bloqueio do país, superando o estado do Pará com 21 cidades até o momento e o Amapá com 16 cidades. O prazo inicial é de sete dias, contando a partir do dia 16 de maio de 2020. Só será permitido apenas o funcionamento de meios essenciais como: Supermercados, Padarias, Farmácias, entre outros. O expediente de órgãos ligados ao Poder Executivo estará suspenso.

### Paraná
Em 13 de maio de 2020, a cidade de Campina Grande do Sul anunciou o Lockdown em apenas três bairros da zona rural. O bloqueio durou até o dia 29 de maio.

### Paraíba
Após reunião entre o governo e os prefeitos da Região Metropolitana de João Pessoa, é anunciado o período de lockdown nessas cidades por 10 dias, entre os dias 4 e 14 de junho de 2020. Com isso, João Pessoa se torna a sexta capital brasileira a aderir ao isolamento total, com barreiras sanitárias, rodízio de veículos e sendo mantido apenas o funcionamento do comércio essencial.